# محمد رعد
محمد رعد (زاده ۲۲ اوت ۱۹۵۵) سیاستمدار لبنانی از حزب سیاسی اسلامگرای شیعه لبنانی و شبه‌نظامی حزب‌الله است که به عنوان نماینده مجلس به نمایندگی از شهرستان نبطیه خدمت می‌کند. او شاخه سیاسی حزب‌الله به نام فراکسیون وفاداری به مقاومت را در مجلس نمایندگان لبنان رهبری می‌کند که بخشی از ائتلاف ۸ مارس بود. او در سال ۲۰۱۹، بر اساس دستوری که تروریست‌ها و کسانی که از تروریست‌ها یا اقدامات تروریستی حمایت می‌کنند، توسط آمریکا تحریم شد.

## زندگی شخصی
محمد رعد با فاطمه البرغول ازدواج کرده است. آن‌ها دارای ۵ فرزند هستند. پسرش عباس، از نیروهای یگان رضوان، در جریان درگیری اسرائیل و حزب‌الله پس از حمله ۲۰۲۳ حماس به اسرائیل کشته شد.